# Poa longii
Poa longii är en gräsart som beskrevs av Henry John Noltie. Poa longii ingår i släktet gröen, och familjen gräs. Inga underarter finns listade i Catalogue of Life.